# Cliff Bourland
Clifford Frederick Bourland (Los Angeles, 1 de janeiro de 1921 – Santa Mônica, 1 de fevereiro de 2018) foi um atleta e campeão olímpico norte-americano.
Filho de pai americano e mãe alemã, participou de sua primeira competição de atletismo aos onze anos de idade. Em 1942, venceu o campeonato da Amateur Athletic Union nos 400 m rasos e o da National Collegiate Athletic Association nas 440 jardas. Velocista, competiu nos 200 m rasos em Londres 1948 ficando em quinto lugar. Conquistou a medalha de ouro integrando o revezamento 4x400 m junto com Malvin Whitfield, Roy Cochran e Arthur Harnden, que venceu a prova com a marca de 3min10s4.